# Polo aquático nos Jogos Pan-Americanos de 2019 - Masculino
O torneio masculino de polo aquático nos Jogos Pan-Americanos de 2019 foi realizado de 4 a 10 de agosto no Centro Aquático de Villa Maria del Triunfo. Oito equipes participaram do evento.
A equipe vencedora classificou-se para os Jogos Olímpicos de 2020, em Tóquio.

## Medalhistas
|  | USA Estados Unidos |  | CAN Canadá |  | BRA Brasil |
|  | Alex Wolf Johnny Hooper Marko Vavic Alex Obert Ben Hallock Luca Cupido Hannes Daube Max Irving Alex Bowen Chancellor Ramirez Jesse Smith |  | Milan Radenovic Gaelan Patterson Jeremie Blanchard Nicolas Constantin-Bicari Matthew Halajian Georgios Torakis Jérémie Côté Mark Spooner Aleksa Gardijan Aria Soleimanipak Reuel D'Souza |  | Slobodan Soro Logan Cabral Pedro Real Gustavo Coutinho Roberto Freitas Guilherme Almeida Rafael Real Luis Silva Bernardo Rocha Rudá Franco Gustavo Guimarães |

## Qualificação
Um total de oito equipes masculinas qualificaram-se ao torneio. O país-sede (Peru) qualificou-se automaticamente junto com outras sete equipes, de acordo com vários critérios. Canadá e Estados Unidos receberam qualificação automática, junto com os três primeiros colocados dos Jogos Centro-Americanos e do Caribe de 2018 e com os dois primeiros do Campeonato Sul-Americano de 2018.
| Evento                                              | Datas                         | Local        | Vagas | Qualificado                |
| --------------------------------------------------- | ----------------------------- | ------------ | ----- | -------------------------- |
| País-sede                                           | —                             | —            | 1     | Peru                       |
| Qualificação automática                             | —                             | —            | 2     | Canadá · Estados Unidos    |
| Jogos Centro-Americanos e do Caribe de 2018 (CCCAN) | 26 de julho - 2 de agosto     | Barranquilha | 3     | Cuba · Porto Rico · México |
| Campeonato Sul-Americano de 2018 (CONSANAT)         | 31 de outubro - 4 de novembro | Lima         | 2     | Brasil · Argentina         |
| Total                                               |                               |              | 8     |                            |

## Formato
As oito equipes foram divididas em dois grupos de quatro equipes. Cada equipe enfrenta as outras no mesmo grupo, totalizando três jogos. Todas as equipes se classificaram às quartas-de-final e se enfrentaram de acordo com as posições em seus grupos. As vencedoras da fase foram às semifinais e as restantes para jogos de definição do quinto ao oitavo lugar. Nas semifinais, as vencedoras disputam a medalha de ouro e as perdedoras a de bronze.

## Primeira fase
Todas as partidas seguem o fuso horário local (UTC−5).
Grupo A
| Seleção            | P | J | V | E | D | GP | GC | SG  |
| ------------------ | - | - | - | - | - | -- | -- | --- |
| USA Estados Unidos | 6 | 3 | 3 | 0 | 0 | 58 | 18 | +40 |
| CAN Canadá         | 4 | 3 | 2 | 0 | 1 | 51 | 31 | +20 |
| CUB Cuba           | 2 | 3 | 1 | 0 | 2 | 27 | 49 | –22 |
| PUR Porto Rico     | 0 | 3 | 0 | 0 | 3 | 16 | 54 | –38 |

| 4 de agosto 15:00 | Relatório | Cuba                                   | 6 – 21 | Estados Unidos | Centro Aquático de Villa María del Triunfo Juízes: RUS Arkadii Voevodin BRA Fabio Toffoli |
| 4 de agosto 15:00 | Relatório | Placar por quartos: 1-6, 0-5, 5–4, 0-6 |        |                | Centro Aquático de Villa María del Triunfo Juízes: RUS Arkadii Voevodin BRA Fabio Toffoli |
| 4 de agosto 15:00 | Relatório | Carales, Ponsa 2                       | Gols   | Bowen 5        | Centro Aquático de Villa María del Triunfo Juízes: RUS Arkadii Voevodin BRA Fabio Toffoli |

| 4 de agosto 18:00 | Relatório | Canadá                                 | 20 – 7 | Porto Rico | Centro Aquático de Villa María del Triunfo Juízes: BRA Marcus Gresele MEX Daniel Vázquez |
| 4 de agosto 18:00 | Relatório | Placar por quartos: 4–0, 5-1, 7-2, 4-4 |        |            | Centro Aquático de Villa María del Triunfo Juízes: BRA Marcus Gresele MEX Daniel Vázquez |
| 4 de agosto 18:00 | Relatório | Constantin-Bicari 5                    | Gols   | Loubriel 3 | Centro Aquático de Villa María del Triunfo Juízes: BRA Marcus Gresele MEX Daniel Vázquez |

| 5 de agosto 15:00 | Relatório | Canadá                                 | 11 – 13 | Estados Unidos | Centro Aquático de Villa María del Triunfo Juízes: SLO Boris Margeta RUS Arkadii Voevodin |
| 5 de agosto 15:00 | Relatório | Placar por quartos: 3-4, 1-1, 4-6, 3-2 |         |                | Centro Aquático de Villa María del Triunfo Juízes: SLO Boris Margeta RUS Arkadii Voevodin |
| 5 de agosto 15:00 | Relatório | Côté 3                                 | Gols    | Hooper 5       | Centro Aquático de Villa María del Triunfo Juízes: SLO Boris Margeta RUS Arkadii Voevodin |

| 5 de agosto 18:00 | Relatório | Cuba                                   | 10 – 8 | Porto Rico | Centro Aquático de Villa María del Triunfo Juízes: URU Daniel Daners PER Fernando Varela |
| 5 de agosto 18:00 | Relatório | Placar por quartos: 3-3, 1–3, 3-1, 3-1 |        |            | Centro Aquático de Villa María del Triunfo Juízes: URU Daniel Daners PER Fernando Varela |
| 5 de agosto 18:00 | Relatório | Carales 4                              | Gols   | Loubriel 2 | Centro Aquático de Villa María del Triunfo Juízes: URU Daniel Daners PER Fernando Varela |

| 6 de agosto 15:00 | Relatório | Cuba                                   | 11 – 20 | Canadá              | Centro Aquático de Villa María del Triunfo Juízes: MEX Gerardo Arellano SLO Boris Margeta |
| 6 de agosto 15:00 | Relatório | Placar por quartos: 2-6, 3–5, 2-4, 4–5 |         |                     | Centro Aquático de Villa María del Triunfo Juízes: MEX Gerardo Arellano SLO Boris Margeta |
| 6 de agosto 15:00 | Relatório | Carales, Contreras 3                   | Gols    | Constantin-Bicari 6 | Centro Aquático de Villa María del Triunfo Juízes: MEX Gerardo Arellano SLO Boris Margeta |

| 6 de agosto 18:00 | Relatório | Estados Unidos                         | 24 – 1 | Porto Rico | Centro Aquático de Villa María del Triunfo Juízes: ARG Diego Garibaldi MEX Daniel Vázquez |
| 6 de agosto 18:00 | Relatório | Placar por quartos: 5-0, 5-0, 7-0, 7-1 |        |            | Centro Aquático de Villa María del Triunfo Juízes: ARG Diego Garibaldi MEX Daniel Vázquez |
| 6 de agosto 18:00 | Relatório | Daube, Vavic 5                         | Gols   | Andino 1   | Centro Aquático de Villa María del Triunfo Juízes: ARG Diego Garibaldi MEX Daniel Vázquez |

Grupo B
| Seleção       | P | J | V | E | D | GP | GC | SG  |
| ------------- | - | - | - | - | - | -- | -- | --- |
| BRA Brasil    | 6 | 3 | 3 | 0 | 0 | 36 | 14 | +22 |
| ARG Argentina | 4 | 3 | 2 | 0 | 1 | 32 | 29 | +3  |
| MEX México    | 2 | 3 | 1 | 0 | 2 | 30 | 31 | –1  |
| PER Peru      | 0 | 3 | 0 | 0 | 3 | 16 | 40 | –24 |

| 4 de agosto 16:30 | Relatório | Peru                                   | 2 – 14 | Brasil           | Centro Aquático de Villa María del Triunfo Juízes: RUS José Ortiz USA Steven Rotsart |
| 4 de agosto 16:30 | Relatório | Placar por quartos: 0-3, 0-3, 1-5, 1-3 |        |                  | Centro Aquático de Villa María del Triunfo Juízes: RUS José Ortiz USA Steven Rotsart |
| 4 de agosto 16:30 | Relatório | Alzamora, Villar 1                     | Gols   | três jogadores 3 | Centro Aquático de Villa María del Triunfo Juízes: RUS José Ortiz USA Steven Rotsart |

| 4 de agosto 19:30 | Relatório | México                                 | 11 – 13 | Argentina  | Centro Aquático de Villa María del Triunfo Juízes: CAN Marie-Claude Deslières SLO Boris Margeta |
| 4 de agosto 19:30 | Relatório | Placar por quartos: 0-3, 3-6, 5-3, 3–1 |         |            | Centro Aquático de Villa María del Triunfo Juízes: CAN Marie-Claude Deslières SLO Boris Margeta |
| 4 de agosto 19:30 | Relatório | Juárez 3                               | Gols    | Camnasio 5 | Centro Aquático de Villa María del Triunfo Juízes: CAN Marie-Claude Deslières SLO Boris Margeta |

| 5 de agosto 16:30 | Relatório | México                                 | 5 – 10 | Brasil      | Centro Aquático de Villa María del Triunfo Juízes: USA Amber Drury CAN Doriel Terpenka |
| 5 de agosto 16:30 | Relatório | Placar por quartos: 0-2, 0-1, 4-3, 1-4 |        |             | Centro Aquático de Villa María del Triunfo Juízes: USA Amber Drury CAN Doriel Terpenka |
| 5 de agosto 16:30 | Relatório | Álvarez, Mercado 2                     | Gols   | Guimarães 3 | Centro Aquático de Villa María del Triunfo Juízes: USA Amber Drury CAN Doriel Terpenka |

| 5 de agosto 19:30 | Peru                                   | 6 – 12 | Argentina | Centro Aquático de Villa María del Triunfo Juízes: PUR Reinel Castillo USA Steven Rotsart |
| 5 de agosto 19:30 | Placar por quartos: 1-3, 2-2, 1-5, 2-2 |        |           | Centro Aquático de Villa María del Triunfo Juízes: PUR Reinel Castillo USA Steven Rotsart |
| 5 de agosto 19:30 | Rodríguez, Villar 2                    | Gols   | Yáñez 4   | Centro Aquático de Villa María del Triunfo Juízes: PUR Reinel Castillo USA Steven Rotsart |

| 6 de agosto 16:30 | Relatório | Peru                                   | 8 – 14 | México    | Centro Aquático de Villa María del Triunfo Juízes: CUB Yasmany Lima VEN Leonardo González |
| 6 de agosto 16:30 | Relatório | Placar por quartos: 1-4, 0-3, 4–3, 3-4 |        |           | Centro Aquático de Villa María del Triunfo Juízes: CUB Yasmany Lima VEN Leonardo González |
| 6 de agosto 16:30 | Relatório | Villar 3                               | Gols   | Álvarez 4 | Centro Aquático de Villa María del Triunfo Juízes: CUB Yasmany Lima VEN Leonardo González |

| 6 de agosto 19:30 | Relatório | Brasil                                 | 12 – 7 | Argentina              | Centro Aquático de Villa María del Triunfo Juízes: RUS Arkadii Voevodin CUB Juan Menéndez |
| 6 de agosto 19:30 | Relatório | Placar por quartos: 6-0, 1-1, 3-2, 2-4 |        |                        | Centro Aquático de Villa María del Triunfo Juízes: RUS Arkadii Voevodin CUB Juan Menéndez |
| 6 de agosto 19:30 | Relatório | Guimarães 4                            | Gols   | Camnasio, Carabantes 2 | Centro Aquático de Villa María del Triunfo Juízes: RUS Arkadii Voevodin CUB Juan Menéndez |

## Fase final

### Chaveamento
|  | Quartas-de-final | Quartas-de-final |              |    | Semifinais        | Semifinais        |  |  | Disputa do ouro | Disputa do ouro |
|  |                  |                  |              |    |                   |                   |  |  |                 |                 |
|  | 8 de agosto      |                  |              |    |                   |                   |  |  |                 |                 |
|  |                  |                  |              |    |                   |                   |  |  |                 |                 |
|  | Canadá           | 13               |              |    |                   |                   |  |  |                 |                 |
|  | Canadá           | 13               | 9 de agosto  |    |                   |                   |  |  |                 |                 |
|  | México           | 11               |              |    |                   |                   |  |  |                 |                 |
|  | México           | 11               | Canadá       | 8  |                   |                   |  |  |                 |                 |
|  | 8 de agosto      |                  | Canadá       | 8  |                   |                   |  |  |                 |                 |
|  |                  | Brasil           | 7            |    |                   |                   |  |  |                 |                 |
|  | Porto Rico       | Brasil           | 7            | 4  |                   |                   |  |  |                 |                 |
|  | Porto Rico       |                  | 10 de agosto | 4  |                   |                   |  |  |                 |                 |
|  | Brasil           | 15               |              |    |                   |                   |  |  |                 |                 |
|  | Brasil           | 15               | Canadá       | 6  |                   |                   |  |  |                 |                 |
|  | 8 de agosto      |                  | Canadá       | 6  |                   |                   |  |  |                 |                 |
|  |                  | Estados Unidos   | 18           |    |                   |                   |  |  |                 |                 |
|  | Cuba             | Estados Unidos   | 18           | 7  |                   |                   |  |  |                 |                 |
|  | Cuba             | 9 de agosto      |              | 7  |                   |                   |  |  |                 |                 |
|  | Argentina        | 9                |              |    |                   |                   |  |  |                 |                 |
|  | Argentina        | 9                | Argentina    | 1  |                   |                   |  |  |                 |                 |
|  | 8 de agosto      |                  | Argentina    | 1  |                   |                   |  |  |                 |                 |
|  |                  | Estados Unidos   | 17           |    | Disputa do bronze | Disputa do bronze |  |  |                 |                 |
|  | Estados Unidos   | Estados Unidos   | 17           | 24 | Disputa do bronze | Disputa do bronze |  |  |                 |                 |
|  | Estados Unidos   |                  | 10 de agosto | 24 |                   |                   |  |  |                 |                 |
|  | Peru             | 2                |              |    |                   |                   |  |  |                 |                 |
|  | Peru             | 2                | Brasil       | 9  |                   |                   |  |  |                 |                 |
|  |                  |                  |              |    |                   |                   |  |  |                 |                 |
|  | Argentina        | 6                |              |    |                   |                   |  |  |                 |                 |
|  | Argentina        | 6                |              |    |                   |                   |  |  |                 |                 |

|  | Semifinais de 5º-8º lugar | Semifinais de 5º-8º lugar |   |              | Quinto lugar | Quinto lugar |  |
|  |                           |                           |   |              |              |              |  |
|  | 9 de agosto               |                           |   |              |              |              |  |
|  | México                    | 14                        |   |              |              |              |  |
|  | Porto Rico (PSO)          | 15                        |   |              |              |              |  |
|  |                           |                           |   |              |              |              |  |
|  |                           |                           |   |              | 10 de agosto |              |  |
|  |                           |                           |   |              | Porto Rico   | 7            |  |
|  |                           | Cuba                      | 8 |              |              |              |  |
|  |                           |                           |   |              |              |              |  |
|  |                           |                           |   |              |              |              |  |
|  |                           |                           |   |              | Sétimo lugar |              |  |
|  | 9 de agosto               | 9 de agosto               |   | 10 de agosto | 10 de agosto |              |  |
|  | Cuba                      | 17                        |   | México       | 16           |              |  |
|  | Peru                      | 5                         |   |              | Peru         | 5            |  |

### Quartas-de-final
| 8 de agosto 15:00 | Relatório | Canadá                                 | 13 – 11 | México    | Centro Aquático de Villa María del Triunfo Juízes: USA Steven Rotsart CUB Juan Menéndez |
| 8 de agosto 15:00 | Relatório | Placar por quartos: 4-4, 3-4, 3-2, 3-1 |         |           | Centro Aquático de Villa María del Triunfo Juízes: USA Steven Rotsart CUB Juan Menéndez |
| 8 de agosto 15:00 | Relatório | Constantin-Bicari, D'Souza 4           | Gols    | Álvarez 5 | Centro Aquático de Villa María del Triunfo Juízes: USA Steven Rotsart CUB Juan Menéndez |

| 8 de agosto 16:30 | Relatório | Cuba                                   | 7 – 9 | Argentina          | Centro Aquático de Villa María del Triunfo Juízes: SLO Boris Margeta MEX Daniel Vázquez |
| 8 de agosto 16:30 | Relatório | Placar por quartos: 1-2, 2-3, 2-2, 2-2 |       |                    | Centro Aquático de Villa María del Triunfo Juízes: SLO Boris Margeta MEX Daniel Vázquez |
| 8 de agosto 16:30 | Relatório | Carales 4                              | Gols  | quatro jogadores 2 | Centro Aquático de Villa María del Triunfo Juízes: SLO Boris Margeta MEX Daniel Vázquez |

| 9 de agosto 18:00 | Relatório | Estados Unidos                         | 24 – 2 | Peru                     | Centro Aquático de Villa María del Triunfo Juízes: URU Daniel Daners MEX Gerardo Arellano |
| 9 de agosto 18:00 | Relatório | Placar por quartos: 4-0, 8-2, 6-0, 6-0 |        |                          | Centro Aquático de Villa María del Triunfo Juízes: URU Daniel Daners MEX Gerardo Arellano |
| 9 de agosto 18:00 | Relatório | Bowen, Hallock 4                       | Gols   | Alzamora, Diego Villar 2 | Centro Aquático de Villa María del Triunfo Juízes: URU Daniel Daners MEX Gerardo Arellano |

| 9 de agosto 19:30 | Relatório | Porto Rico                             | 4 – 15 | Brasil      | Centro Aquático de Villa María del Triunfo Juízes: PER Fernando Varela CUB Yasmany Lima |
| 9 de agosto 19:30 | Relatório | Placar por quartos: 1-5, 1-4, 1-4, 1-2 |        |             | Centro Aquático de Villa María del Triunfo Juízes: PER Fernando Varela CUB Yasmany Lima |
| 9 de agosto 19:30 | Relatório | Andino 2                               | Gols   | Guimarães 4 | Centro Aquático de Villa María del Triunfo Juízes: PER Fernando Varela CUB Yasmany Lima |

### Classificação 5º–8º lugar
| 9 de agosto 15:00 | Relatório | México                                           | 14 – 15 | Porto Rico         | Centro Aquático de Villa María del Triunfo Juízes: BRA Fabio Toffoli CAN Doriel Terpenka |
| 9 de agosto 15:00 | Relatório | Placar por quartos: 4-5, 5-5, 1–2, 3-1 Pro.: 1-2 |         |                    | Centro Aquático de Villa María del Triunfo Juízes: BRA Fabio Toffoli CAN Doriel Terpenka |
| 9 de agosto 15:00 | Relatório | Velázquez 4                                      | Gols    | quatro jogadores 2 | Centro Aquático de Villa María del Triunfo Juízes: BRA Fabio Toffoli CAN Doriel Terpenka |

| 9 de agosto 16:30 | Relatório | Cuba                                   | 17 – 7 | Peru            | Centro Aquático de Villa María del Triunfo Juízes: USA Steven Rotsart BRA Marcus Gresele |
| 9 de agosto 16:30 | Relatório | Placar por quartos: 5-1, 0-0, 5-1, 7-3 |        |                 | Centro Aquático de Villa María del Triunfo Juízes: USA Steven Rotsart BRA Marcus Gresele |
| 9 de agosto 16:30 | Relatório | Carales 8                              | Gols   | Otero, Villar 2 | Centro Aquático de Villa María del Triunfo Juízes: USA Steven Rotsart BRA Marcus Gresele |

### Semifinais
| 9 de agosto 18:00 | Relatório | Canadá                                 | 8 – 7 | Brasil                | Centro Aquático de Villa María del Triunfo Juízes: SLO Boris Margeta PUR Reinel Castillo |
| 9 de agosto 18:00 | Relatório | Placar por quartos: 3–1, 0-0, 1-3, 4-3 |       |                       | Centro Aquático de Villa María del Triunfo Juízes: SLO Boris Margeta PUR Reinel Castillo |
| 9 de agosto 18:00 | Relatório | Constantin-Bicari, Côté 2              | Gols  | Coutinho, Guimarães 2 | Centro Aquático de Villa María del Triunfo Juízes: SLO Boris Margeta PUR Reinel Castillo |

| 9 de agosto 19:30 | Relatório | Argentina                              | 1 – 17 | Estados Unidos | Centro Aquático de Villa María del Triunfo Juízes: MEX Gerardo Arellano VEN Leonardo González |
| 9 de agosto 19:30 | Relatório | Placar por quartos: 0-4, 0-4, 1-6, 0-3 |        |                | Centro Aquático de Villa María del Triunfo Juízes: MEX Gerardo Arellano VEN Leonardo González |
| 9 de agosto 19:30 | Relatório | Camnasio 1                             | Gols   | Hooper 7       | Centro Aquático de Villa María del Triunfo Juízes: MEX Gerardo Arellano VEN Leonardo González |

### Disputa pelo sétimo lugar
| 10 de agosto 15:00 | Relatório | México                                 | 16 – 5 | Peru              | Centro Aquático de Villa María del Triunfo Juízes: CUB Yasmany Lima PUR Reinel Castillo |
| 10 de agosto 15:00 | Relatório | Placar por quartos: 4-0, 4-0, 5–3, 3-2 |        |                   | Centro Aquático de Villa María del Triunfo Juízes: CUB Yasmany Lima PUR Reinel Castillo |
| 10 de agosto 15:00 | Relatório | Álvarez 8                              | Gols   | cinco jogadores 1 | Centro Aquático de Villa María del Triunfo Juízes: CUB Yasmany Lima PUR Reinel Castillo |

### Disputa pelo quinto lugar
| 10 de agosto 16:30 | Relatório | Porto Rico                             | 7 – 8 | Cuba      | Centro Aquático de Villa María del Triunfo Juízes: CAN Doriel Terpenka ARG Diego Garibaldi |
| 10 de agosto 16:30 | Relatório | Placar por quartos: 2–3, 2–3, 1–1, 2-1 |       |           | Centro Aquático de Villa María del Triunfo Juízes: CAN Doriel Terpenka ARG Diego Garibaldi |
| 10 de agosto 16:30 | Relatório | Loubriel 3                             | Gols  | Carales 5 | Centro Aquático de Villa María del Triunfo Juízes: CAN Doriel Terpenka ARG Diego Garibaldi |

### Disputa pelo bronze
| 10 de agosto 18:00 | Relatório | Brasil                                 | 9 – 6 | Argentina   | Centro Aquático de Villa María del Triunfo Juízes: USA Steven Rotsart CUB Juan Menéndez |
| 10 de agosto 18:00 | Relatório | Placar por quartos: 2-1, 2-0, 2-2, 3-3 |       |             | Centro Aquático de Villa María del Triunfo Juízes: USA Steven Rotsart CUB Juan Menéndez |
| 10 de agosto 18:00 | Relatório | P.Real, R.Real, 2                      | Gols  | Echenique 2 | Centro Aquático de Villa María del Triunfo Juízes: USA Steven Rotsart CUB Juan Menéndez |

### Disputa pelo ouro
| 10 de agosto 19:30 | Relatório | Canadá                                 | 6 – 18 | Estados Unidos   | Centro Aquático de Villa María del Triunfo Juízes: SLO Boris Margeta RUS Arkadii Voevodin |
| 10 de agosto 19:30 | Relatório | Placar por quartos: 1–4, 1–6, 1–2, 3–6 |        |                  | Centro Aquático de Villa María del Triunfo Juízes: SLO Boris Margeta RUS Arkadii Voevodin |
| 10 de agosto 19:30 | Relatório | Gardijan 2                             | Gols   | três jogadores 3 | Centro Aquático de Villa María del Triunfo Juízes: SLO Boris Margeta RUS Arkadii Voevodin |

## Classificação final
| Pos.              | Equipe         | Qualificação olímpica                                        |
| ----------------- | -------------- | ------------------------------------------------------------ |
| Medalha de ouro   | Estados Unidos | Qualificação direta para os Jogos Olímpicos de Verão de 2020 |
| Medalha de prata  | Canadá         |                                                              |
| Medalha de bronze | Brasil         |                                                              |
| 4                 | Argentina      |                                                              |
| 5                 | Cuba           |                                                              |
| 6                 | Porto Rico     |                                                              |
| 7                 | México         |                                                              |
| 8                 | Peru           |                                                              |